# Brejo (Maranhão)
Pour les articles homonymes, voir Brejo.
Brejo est une municipalité brésilienne située dans l'État du Maranhão.